# Чортівчик
Чортівчик (пол. Czartowczyk, Чартовчик) — село в Польщі, у гміні Тишівці Томашівського повіту Люблінського воєводства. Населення — 438 осіб (2011).

## Історія
1774 року вперше згадується унійна церква в селі.
За даними етнографічної експедиції 1869—1870 років під керівництвом Павла Чубинського, у селі переважно проживали римо-католики, але населення здебільшого розмовляло українською мовою.
У міжвоєнні 1918—1939 роки польська влада в рамках великої акції закриття та руйнування українських храмів на Холмщині і Підляшші перетворила місцеву православну церкву на римо-католицький костел.
У 1975—1998 роках село належало до Замойського воєводства.

## Населення
Демографічна структура станом на 31 березня 2011 року:
|          | Загалом | Допрацездатний вік | Працездатний вік | Постпрацездатний вік |
| -------- | ------- | ------------------ | ---------------- | -------------------- |
| Чоловіки | 208     | 45                 | 132              | 31                   |
| Жінки    | 230     | 39                 | 117              | 74                   |
| Разом    | 438     | 84                 | 249              | 105                  |